# MakeHuman
MakeHuman é um software open source que gera modelos humanoides em 3D, semelhante ao Poser ou ou DAZ Studio. É escrito em C++ e Python e utiliza ferramentas externas de render como o Aqsis, porém pode ser exportado em formatos que permitam ser utilizados com outros softwares para edição e render como o formato wavefront (.obj), que pode inclusive ser lido pelo Blender 3D.

## Tecnologia
MakeHuman é desenvolvido usando  3D morphing technology. Partindo de uma malha de base humana padrão (única) andrógina, ela pode ser transformada em uma grande variedade de caracteres (masculinos e femininos), misturando-os com interpolação linear. Por exemplo, dados os quatro principais alvos de morphing (baby, teen, young, old), é possível obter todas as formas intermediárias.

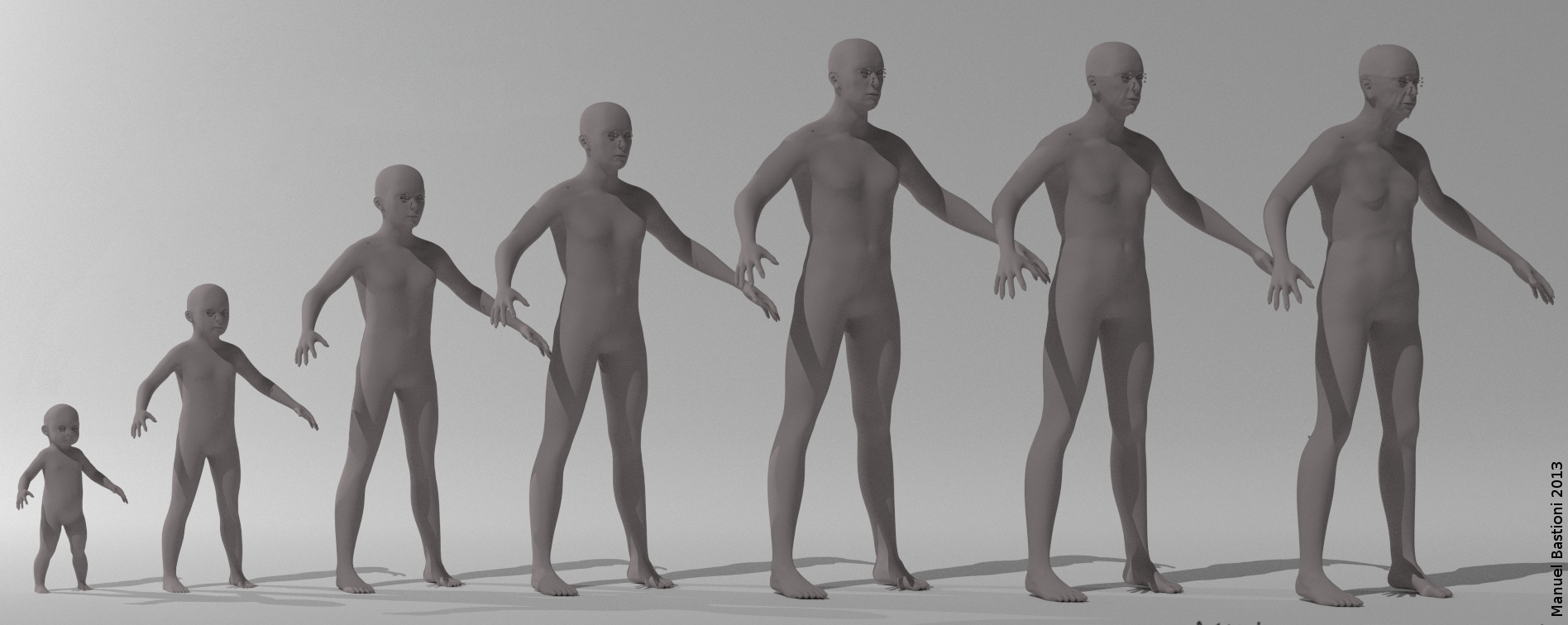
Interpolation of MakeHuman characters: 1st, 3rd, 5th, 7th are targets, others intermediate shapes.

Usando esta tecnologia, com um grande banco de dados de alvos de morphing, é praticamente possível reproduzir qualquer personagem. Ele usa uma interface [GUI] gráfica simples para acessar e manipular facilmente centenas de metamorfoses. A abordagem MakeHuman é usar sliders com parâmetros comuns, como altura, peso, gênero, etnia e musculosidade.
Para disponibilizá-lo em todos os principais sistemas operacionais s, a partir de 1.0 alpha 8 ele é desenvolvido em  Python usando OpenGL e  Qt, com uma arquitetura totalmente realizada com plugins.
A ferramenta é projetada especificamente para a modelagem de seres humanos virtuais, com um sistema de pose simples e completo que inclui a simulação do movimento muscular. A interface é fácil de usar, com acesso rápido e intuitivo aos numerosos parâmetros necessários para modelar a forma humana.
O desenvolvimento de MakeHuman é derivado de um detalhado estudo técnico e artístico das características morfológicas do corpo humano. O trabalho lida com morphing, usando interpolação linear de translação e rotação. Com esses dois métodos, juntamente com um cálculo simples de um fator de forma e um algoritmo de relaxamento da malha, é possível obter resultados como a simulação do movimento muscular que acompanha a rotação dos membros.

## Características
- Poses Engine: um sistema para simulação do movimento muscular e movimento labial
- Expressões faciais
- 3 000 transformações
- Sistema de mistura baseado nas técnicas Sheldon's anthropometric (endomorph, mesomorph, ectomorph)
- Renderização da pele com Renderman
- Autorigging: sistema automático de junção do corpo para fazer riggi
- Morphing alchemy: sistema de mistura de modelos diferentes
- Exporta para Wavefront (.obj)
- Exporta para Collada (.DAE)
- Gera cabelos (apenas versão 1.0)